# Chartreuzenbos

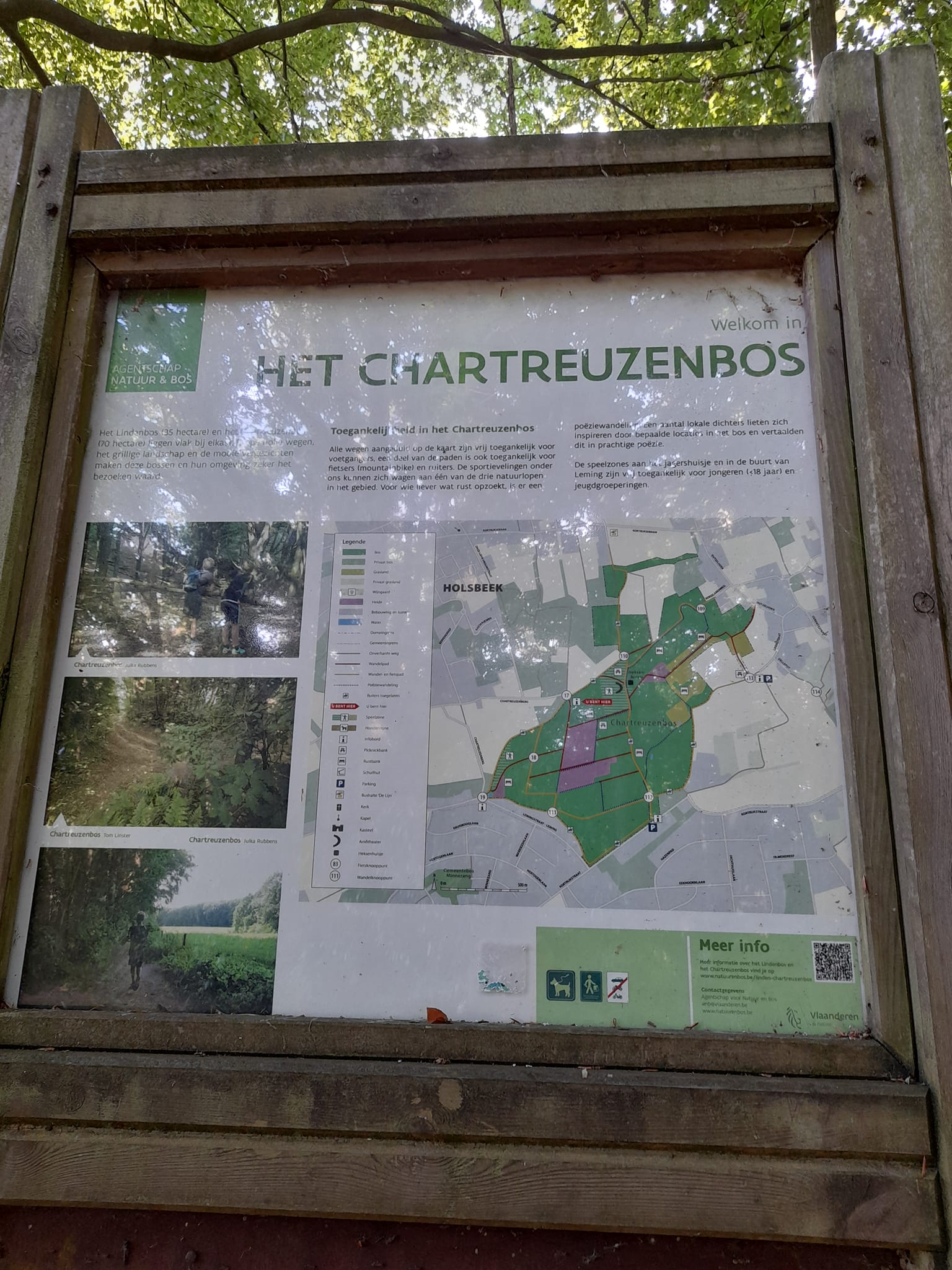

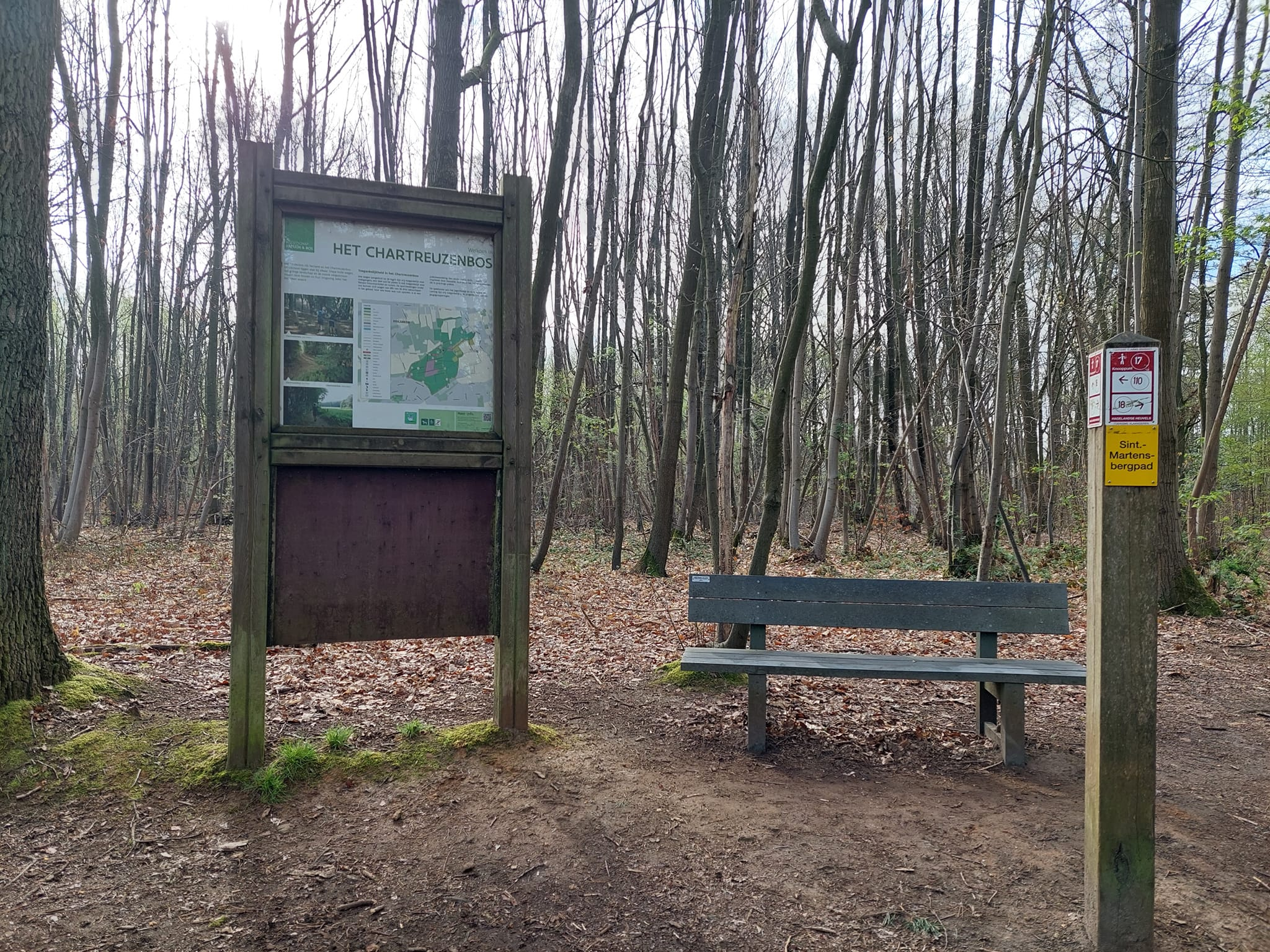

Het Chartreuzenbos is een bos in de Belgische gemeente Holsbeek en is onderdeel van een van de belangrijkste natuurgebieden van het Hageland.
Het bos is ongeveer 70 hectare groot. Het Chartreuzenbos is Europees beschermd als onderdeel van Natura 2000-gebied 'Valleien van de Winge en de Motte met valleihellingen' (BE2400012).
De naam verwijst naar de vroegere eigenaars, het klooster van de Kartuizers van Leuven.